# 古田成広
古田　成広（ふるた　なるひろ、1964年生 - ）は日本の実業家。愛知県名古屋市出身。愛知大学法経学部経営学科卒業。現在、フルタ電機代表取締役社長。

## 学歴
- 1986年　愛知大学法経学部経営学科卒業。

## 役職
- 1992年　フルタ電機株式会社入社
- 1997年　取締役
- 1999年　専務取締役
- 2007年　代表取締役社長

## トピックス
- フルタ電機は、お茶・果樹の大敵である霜が降りないように冷気を吹き飛ばす「ファン」の開発、製造、販売を手がける国内トップメーカーである。
- フルタ電機は、中部地域の産学官が連携して取り組んでいる「環境付加価値を創造する製品開発支援ネットワーク」『エコプロネット』への参加企業で、「風技術」を核とした省エネ機械の開発にも取り組んでいる。
- 現在3代目の成広は、幼少の頃から2代目の幹雄と現場を歩いてきており、この経験が今日の会社経営の「財産」になっていると語っている。

## 経営戦略
- 経営陣自らが地域の顧客に直に接し、コミュニーケーションをはかることで、顧客の問題の解決、地域にあった提案、新しい商品づくりを行い、常に「お客様と共に用途を特化した汎用品を提供する」ビジネスモデルの推進を掲げている。
- 既存事業のブラッシュアップと共に新規市場への進出も準備中である。